# Sagittarius X-4
Pour les articles homonymes, voir X-4.
Sagittarius X-4, ou Sgr X-4 est une binaire X à faible masse située au sein de l'amas globulaire NGC 6624, dans la constellation du Sagittaire. Avec une période orbitale de seulement 11 min 52 s, c'est le système binaire à l'orbite la plus courte et la plus resserrée connue.

## Découverte et caractérisation de la période orbitale
Sgr X-4 a été découvert en 1972 par le satellite artificiel Uhuru. Il s'agit d'une des premières sources de rayons X connue, comme l'atteste sa dénomination (voir (Désignation des sources de rayons X). Sa périodicité a été mise en évidence 15 ans plus tard, en 1987 à l'aide des données fournies par le satellite EXOSAT. La périodicité est mise en évidente par une très faible modulation (3 %) du flux de rayons X reçus de la source.

## Caractéristiques physiques
Les caractéristiques de l'émission de rayons X indique que l'objet compact du système est une étoile à neutrons, dont on observe pas d'émission pulsée comme dans un pulsar. L'extrême faible de la période orbitale implique que le système est dans une orbite très serrée (de l'ordre de 100 000 km). Ceci suggère que l'étoile compagnon de l'objet compact du système est une naine blanche, seul objet susceptible d'être suffisamment petit pour être cointenu dans la taille de l'orbite. Situé au sein d'un amas globulaire, il apparaît probable que ce système résulte d'une capture par effets de marée de l'étoile à neutrons par l'étoile, alors dans sa séquence principale. Lors de sa phase de géante rouge, l'étoile à neutrons se serait trouvée au sein de l'atmosphère étendue de l'étoile et aurait par frottements lentement spiralé vers le centre de celle-ci, le processus s'arrêtant avec la fin de la phase de géante rouge.